# ديفيد إتش شيبرد
ديفيد إتش شيبرد (بالإنجليزية: David H. Shepard)‏ هو مهندس أمريكي، ولد في 30 سبتمبر 1923 في ميلواكي في الولايات المتحدة، وتوفي في 24 نوفمبر 2007.